# Nico Pulzetti
Nico Pulzetti (Rimini, 13 de fevereiro de 1984) é um futebolista italiano, milita no Siena.
Pulzetti começou nas categorias de base do Cesena se tornando profissional em 2003 no mesmo clube e se transferindo, no ano seguinte, para o Castelnuovo,[carece de fontes?] onde ficou até 2005 quando foi contratado pelo Hellas Verona. Em 2007, se transferiu para o Livorno, sendo emprestado ao Bari em 2010, com opção de compra, e ao ChievoVerona em janeiro de 2011, em troca de Simone Bentivoglio. Em julho do mesmo ano, foi contratado pelo Bologna, e, em 2013, foi emprestado ao Siena.